# Aganope
Aganope (лат. от др.-греч. ἀγανός, aganos — приятный) — род деревянистых растений семейства Бобовые (Fabaceae), распространенный в тропиках и субтропиках Африки, Азии и Океании.

## Ботаническое описание
Деревянистые лианы или раскидистые деревья. Листья непарноперистые; прилистники опадающие; прилистнички отсутствуют или опадающие. Листочков по 5—9 на листе, от тонких до почти кожистых, супротивные, цельнокрайные.
Соцветия ложнометельчатые. Прицветники опадающие или стойкие. Чашечка двугубая. Венчик беловатый или бледно-зеленоватый, с зелёными или коричневыми пятнами. Тычинок 9 и 1 (двубратственные); пыльники равные. Бобы нераскрывающиеся, сжатые, кожистые. Семена бобовидные, обычно по 1—6 в плоде.

## Виды
Род включает 11 видов:
- Aganope agastyamalayana M.B.Viswan., Manik. & Tangav.
- Aganope balansae (Gagnep.) L.K.Phan
- Aganope dinghuensis (P.Y.Chen) T.C.Chen & Pedley
- Aganope gabonica (Baill.) Polhill
- Aganope heptaphylla (L.) Polhill
- Aganope impressa (Dunn) Polhill
- Aganope leucobotrya (Dunn) Polhill
- Aganope lucida (Welw. ex Baker) Polhill
- Aganope polystachya (Benth.) Thoth. & D.N.Das
- Aganope stuhlmannii (Taub.) Adema
- Aganope thyrsiflora (Benth.) Polhill